# Fouquieria
Fouquieria je jediný rod čeledi Fouquieriaceae vyšších dvouděložných rostlin z řádu vřesovcotvaré (Ericales). Jsou to keře a menší stromy s jednoduchými listy a pětičetnými květy, rozšířené v počtu 11 druhů v jihozáp. USA a severním Mexiku. Otrněnými sukulentními větvemi s drobnými listy poněkud připomínají madagaskarsko-africkou čeleď didiereovité (Didiereaceae).

## Popis
Keře a menší stromy se sukulentními stonky a střídavými jednoduchými listy nahloučenými na vrcholech zkrácených větévek. Listy jsou opadavé, drobné, dužnaté, celokrajné, se zpeřenou žilnatinou a bez palistů. Stonky jsou často zelené a přebírají asimilační funkci listů. Květenství jsou vrcholová nebo téměř vrcholová, různých typů, osa květenství je často červenavá nebo fialová. Květy jsou oboupohlavné, pravidelné až poněkud souměrné, pětičetné. Kališní lístky jsou volné, vnější 2 jsou menší než vnitřní 3. Koruna je na bázi srostlá v korunní trubku. Tyčinek je 10 až 16, výjimečně až 23, s dlouhými nitkami. Semeník je svrchní, srostlý ze 3 plodolistů, s jedinou komůrkou, někdy vlivem výrůstků placenty vyhlížející jako 3 komůrky. Čnělky jsou 3, částečně srostlé. Plodem je tobolka s křídlatými semeny.

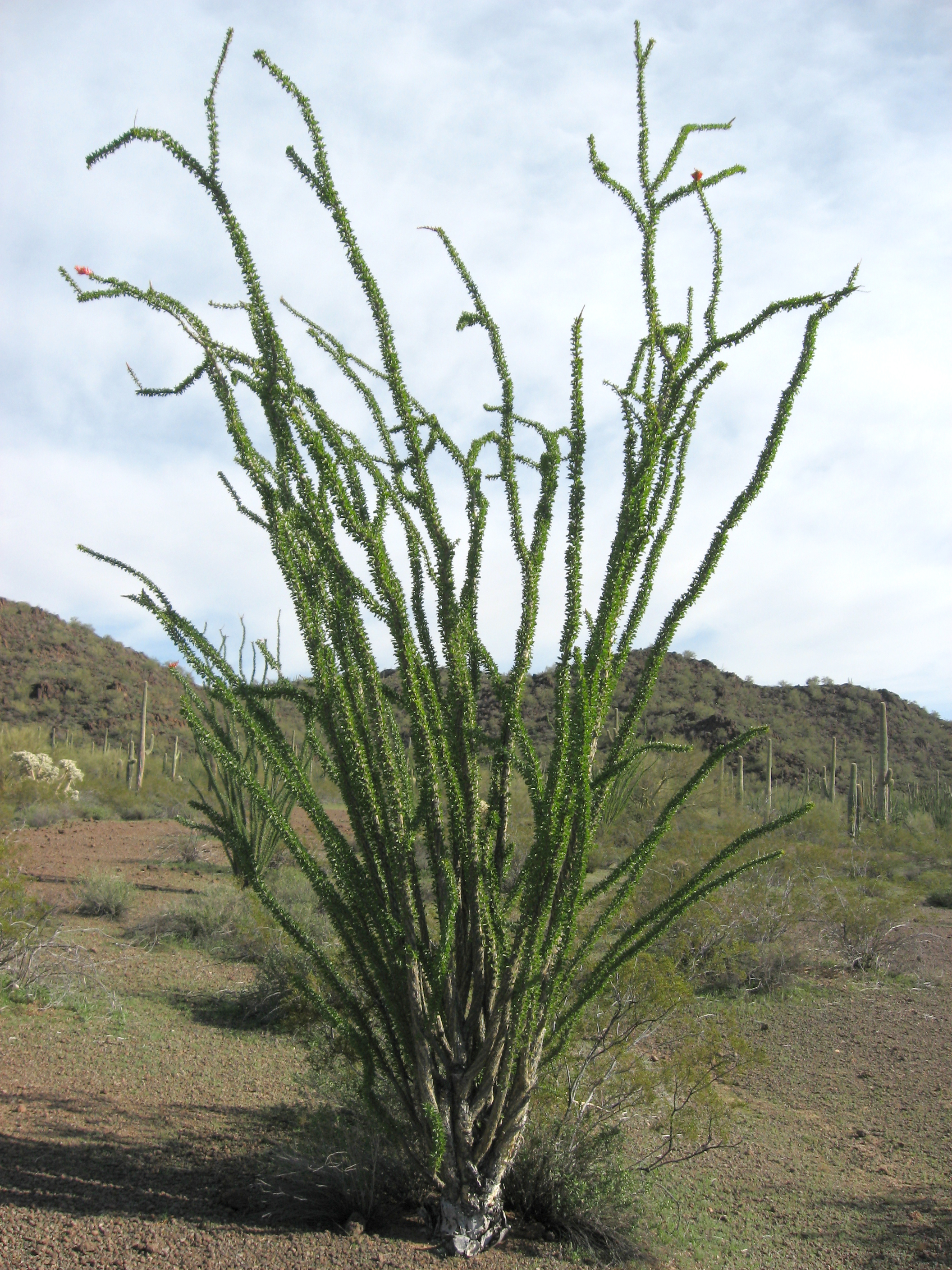
Fouquieria splendens
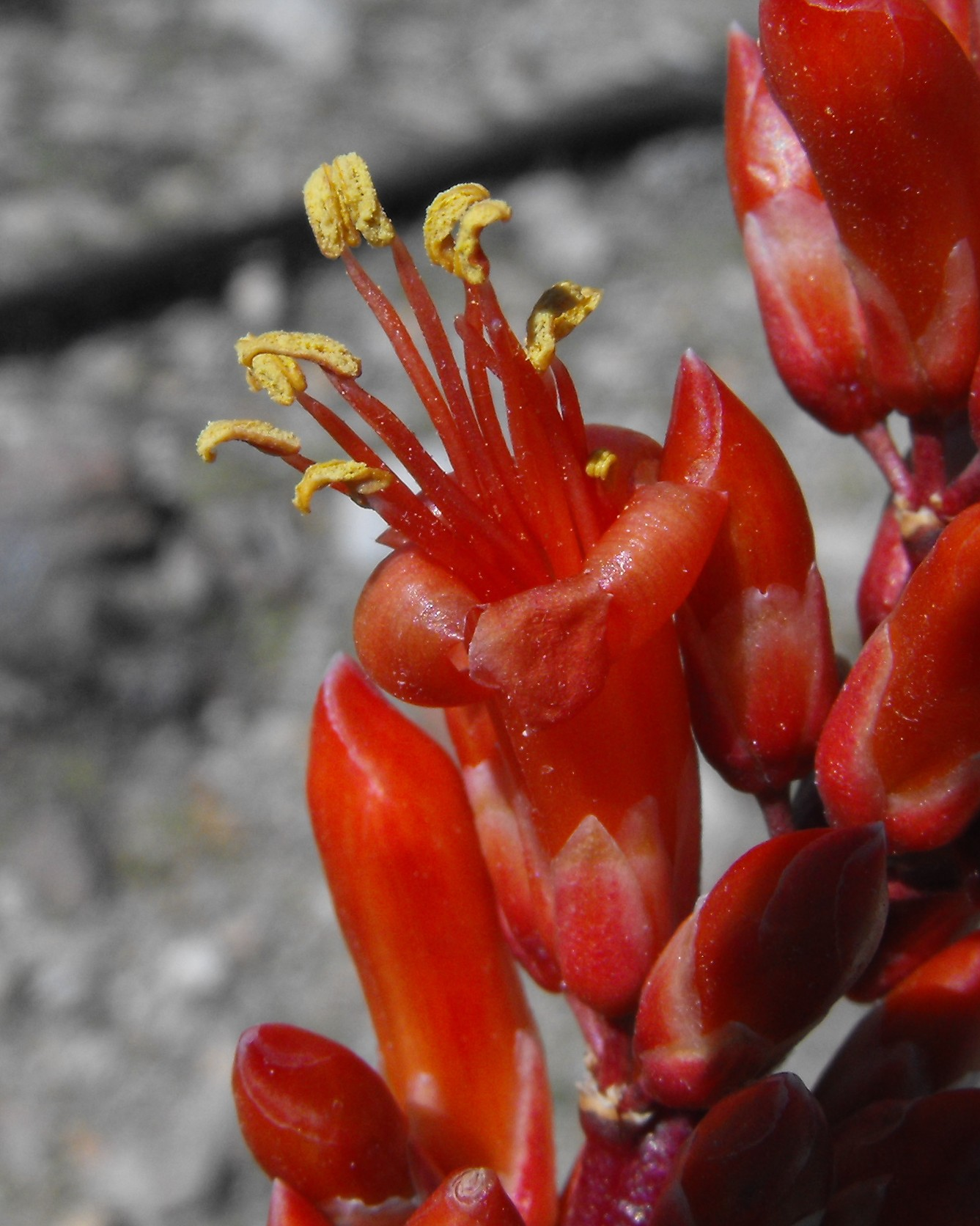
Detail květu Fouquieria splendens
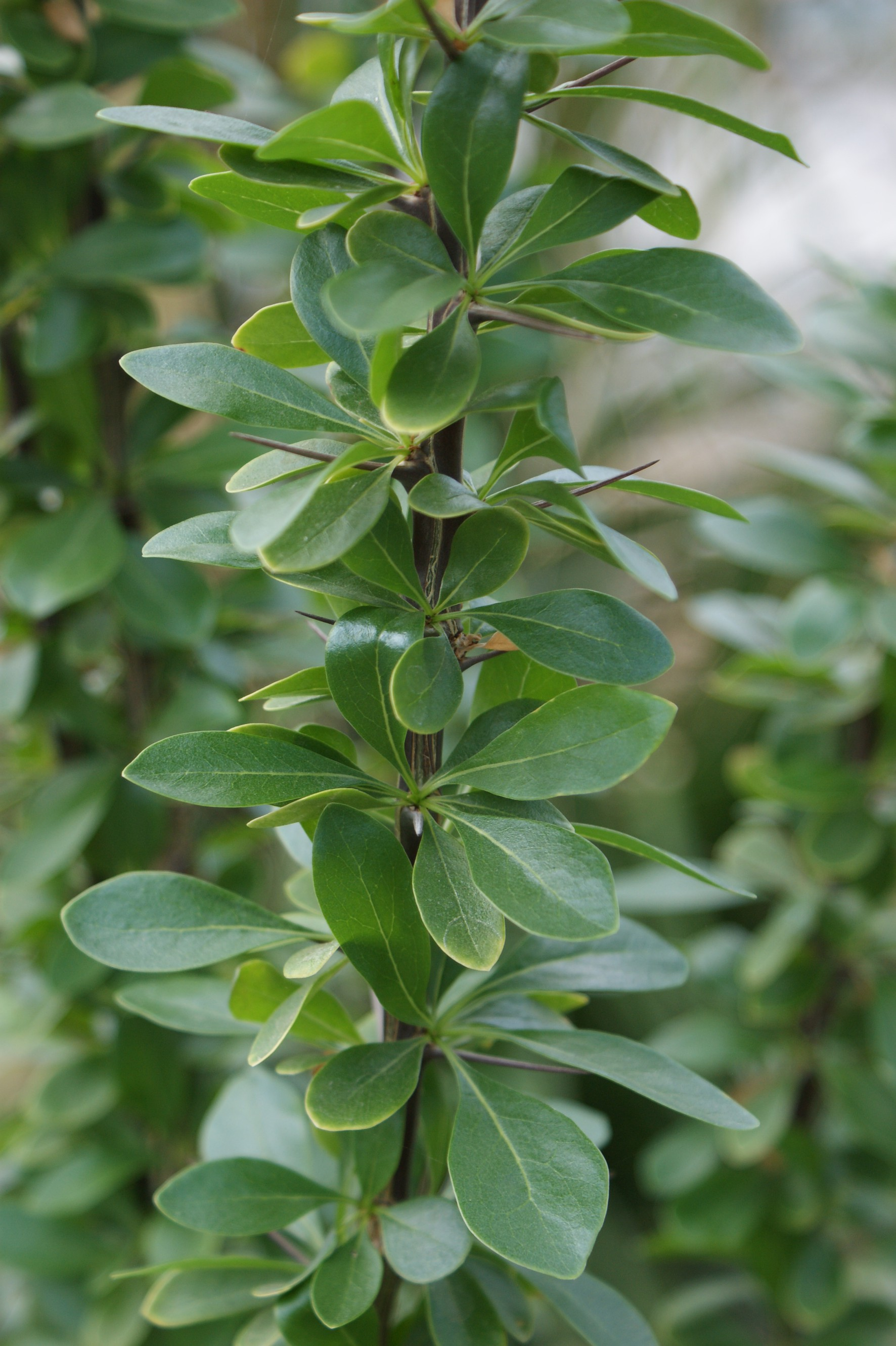
Detail větévky Fouquieria macdougalii
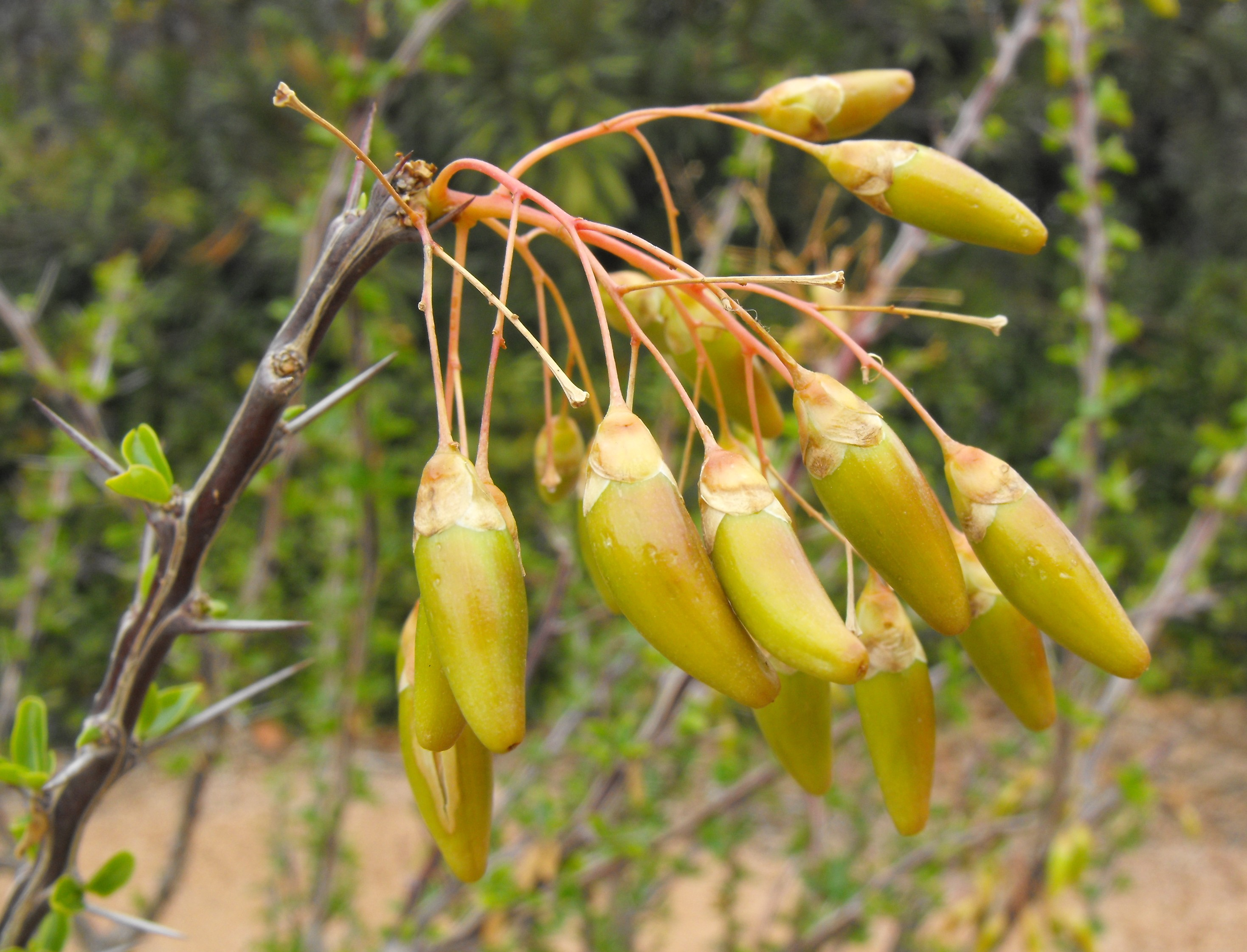
Plody Fouquieria macdougalii

## Rozšíření
Rod zahrnuje 11 druhů, které rostou v suchých pouštních biotopech na jihozápadě USA a v severním Mexiku a v tropických opadavých lesích a suchých křovinách jihozápadního Mexika.

## Ekologické interakce
Rostliny jsou opylovány ptáky nebo hmyzem, druhy s červenými květy většinou kolibříky. Semena jsou pravděpodobně šířena větrem.

## Taxonomie
Čeleď Fouquieriaceae je podle molekulárních studií sesterskou větví čeledi jirnicovité (Polemoniaceae).
V minulosti byl mimotropický druh Fouquieria columnaria vyčleňován do samostatného rodu Idria. Dnešní molekulární systematika rozlišuje v rámci rodu 3 podrody: Fouquieria, Idria a Bronnia.

## Význam
Stonky Fouquieria splendens aj. druhů jsou občas využívány k výrobě vosku. Některé druhy jsou pěstovány v teplých krajích jako ozdobné rostliny.